# Nghệ thuật Đại Việt thời Trần

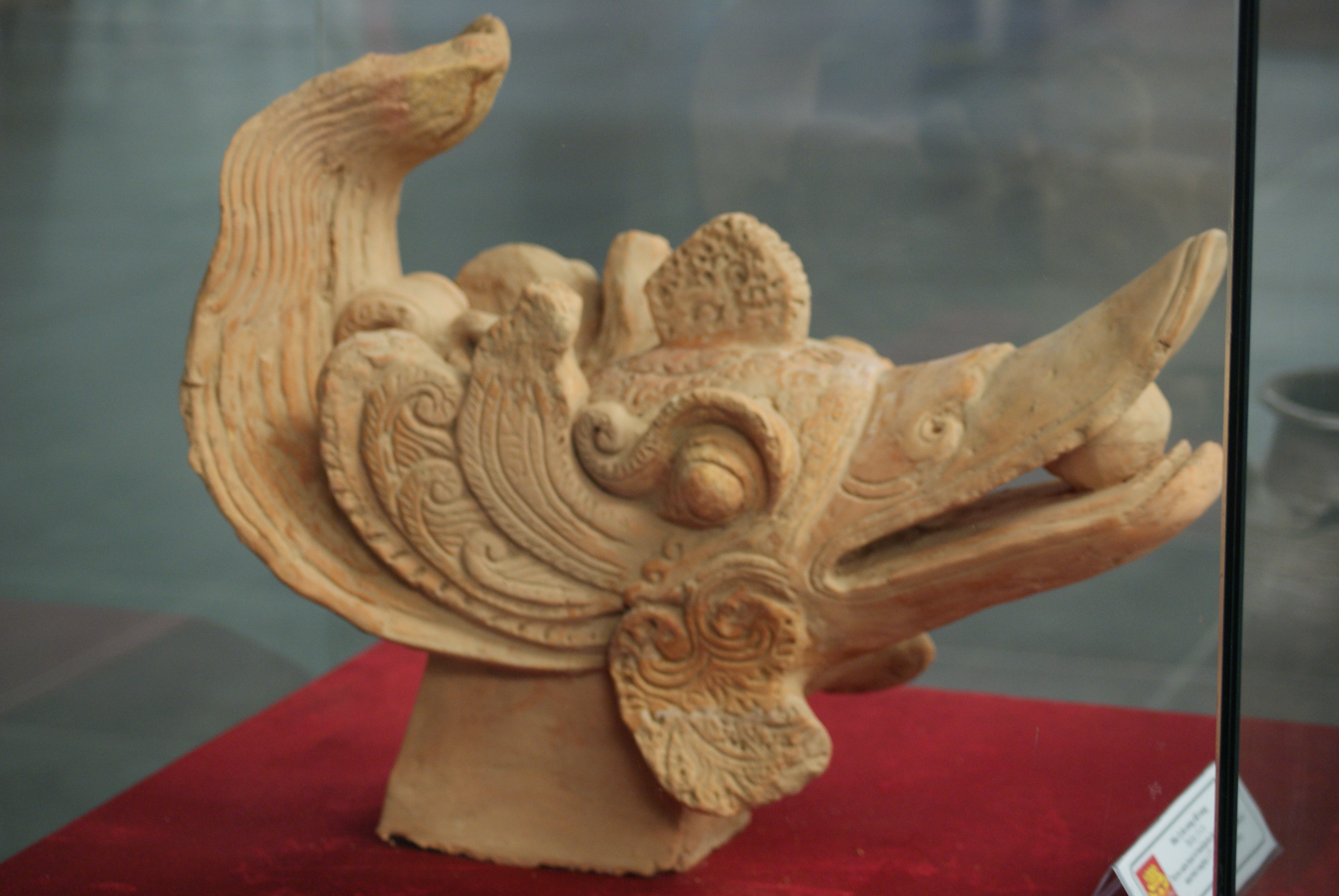
Đầu uyên ương bằng đất nung trang trí cung điện thời Trần

Nghệ thuật Đại Việt thời Trần phản ánh các loại hình nghệ thuật của nước Đại Việt thời nhà Trần, chủ yếu trên lĩnh vực điêu khắc và âm nhạc. Sự phát triển của nghệ thuật phong phú, đa dạng thời Trần tạo nên bộ phận quan trọng trong nền văn minh Đại Việt đương thời.

## Điêu khắc
Nghệ thuật điêu khắc thời Trần là sự nối tiếp thời Lý nhưng cách tạo hình hiện thực khoáng đạt, khỏe khoắn hơn. Yếu tố tạo nên nét đặc trưng đó là sự giao lưu văn hóa rộng rãi, tinh thần thượng võ được phát huy mạnh mẽ qua các cuộc chiến.
Điêu khắc và trang trí luôn gắn với công trình kiến trúc. Những công trình điêu khắc thể hiện tại cung điện, chùa chiền, dinh thự các quan lại, lăng mộ vua chúa. Điêu khắc thời Trần được đánh giá là có bước tiến bộ, chắc khỏe hơn so với thời Lý, trong đó có một số phù điêu khắc hình nhạc công biểu diễn mang phong cách Chiêm Thành. Chân các bệ, cột thường có hình hoa sen. Cách trang trí hoa dựa trên nghệ thuật dân dụng.
Chạm khắc để trang trí, làm tôn thêm vẻ đẹp cho các công trình kiến trúc. Tuy nhiên, nhiều bức chạm có chủ đề và bố cục độc lập được coi như tác phẩm hoàn chỉnh, như: cảnh Dâng hoa - Tấu nhạc (chùa Thái Lạc, Hưng Yên), Vũ nữ múa (bệ đá chùa Hoa Long, Thanh Hóa), Rồng (chùa Dâu, Bắc Ninh)... Hình Rồng thời Trần có thân hình mập mạp, uốn khúc mạnh mẽ hơn Rồng thời Lý. Hình rồng được chạm nổi trên bia và bệ đá, cả trên gạch rất nhiều, nhưng đã có nhiều tượng rồng được làm thành những cặp thành bậc cửa ở một số chùa và trước cung điện. Những cặp tượng rồng này hoàn toàn đúng nghĩa là tác phẩm tạo hình trong không gian ba chiều, vượt qua tính chất trang trí cho một vật phẩm khác như đế bia thời Lý, nó là tác phẩm điêu khắc độc lập tự thân tồn tại.
Những công trình tiêu biểu thời kỳ này gồm có những công trình chạm khắc trên gỗ đá như cánh cửa chùa Phổ Minh (Nam Định), chùa Thái Lạc (Hưng Yên), hổ đá trên lăng Trần Thủ Độ (Thái Bình). Ngoài ra, còn có tượng trâu, ngựa ở lăng Trần Hiến Tông, một số hương án đá như ở chùa Đậu - Thường Tín - Hà Tây, chùa Thầy - Quốc Oai - Hà tây, Chùa Ngọc Đình (Hồng Dương - Thanh Oai - Hà Tây), chùa Bối Khê (Tam Hưng - Thanh Oai - Hà Tây), Chùa Tổng (Phúc Thọ - Hà Tây), Chùa Hương Trai (Hoài Đức - Hà Tây), chùa Dầu - Ninh Bình, chùa Thanh Lũng - Phú Thọ...

### Tác phẩm gỗ

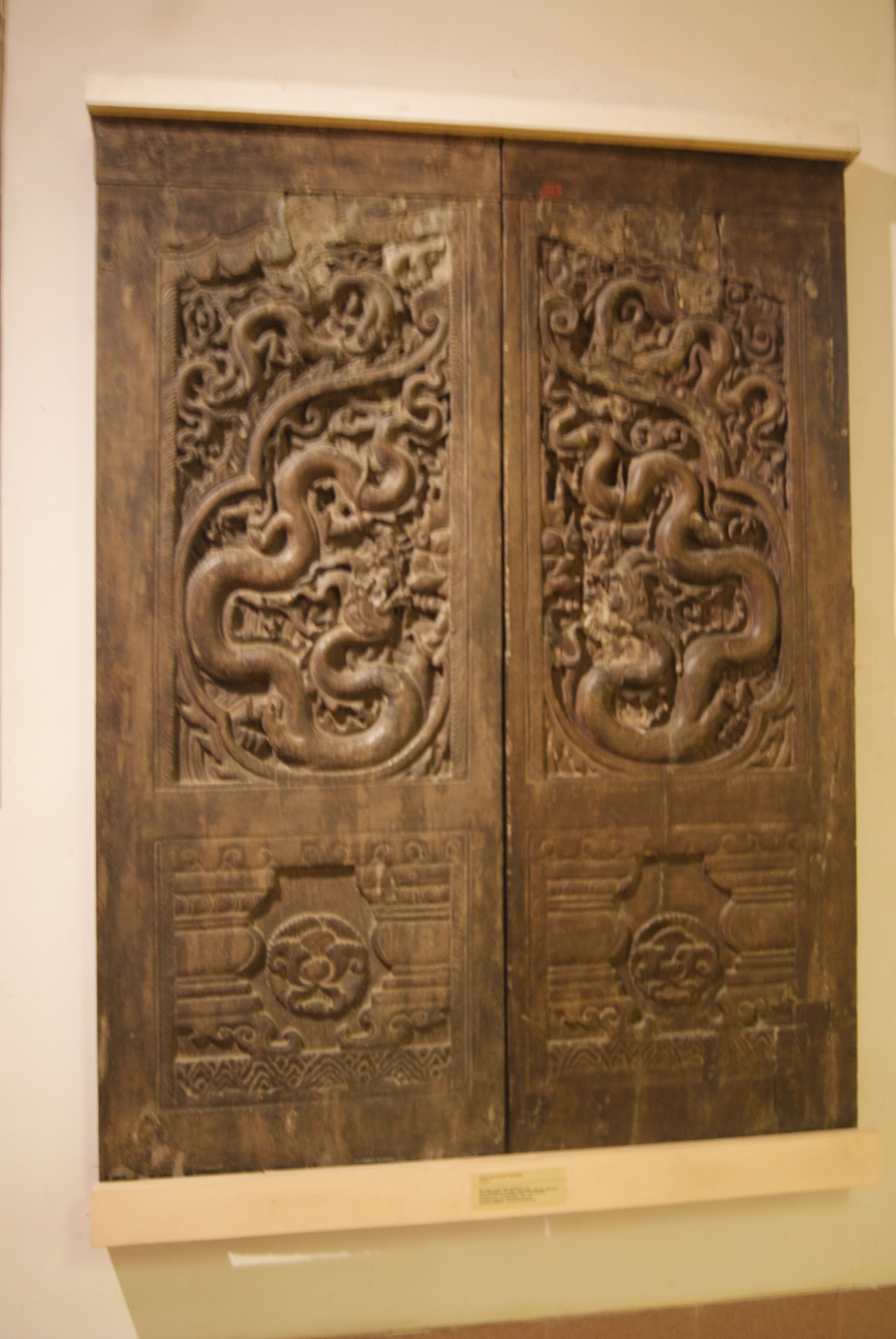
Cửa gỗ chùa Phổ Minh

Bộ cửa gian giữa nhà tiền đường chùa Phổ Minh gồm 4 cánh chạm rồng, sóng nước, hoa lá và văn hoa hình học. Hai cánh ở giữa chạm đôi rồng lớn chầu Mặt Trời trong khuôn hình lá đề, được coi là một tác phẩm điêu khắc khá hoàn mỹ. Cùng với đôi sấu đá trên thành bậc tam quan và đôi rồng trên thành bậc gian giữa tiền đường, bộ cánh cửa này còn giữ được những dấu ấn của nghệ thuật chạm khắc đời Trần. Chùa Thái Lạc được tu sửa nhiều lần nhưng vẫn còn giữ được nhiều di vật gỗ thời Trần như bộ vì nhà, các bức cốn, cột chạm nhạc công tấu nhạc, nữ thần chim (Kinnari), em bé nâng hoa sen, rồng, phượng, hoa lá...

### Tác phẩm đá

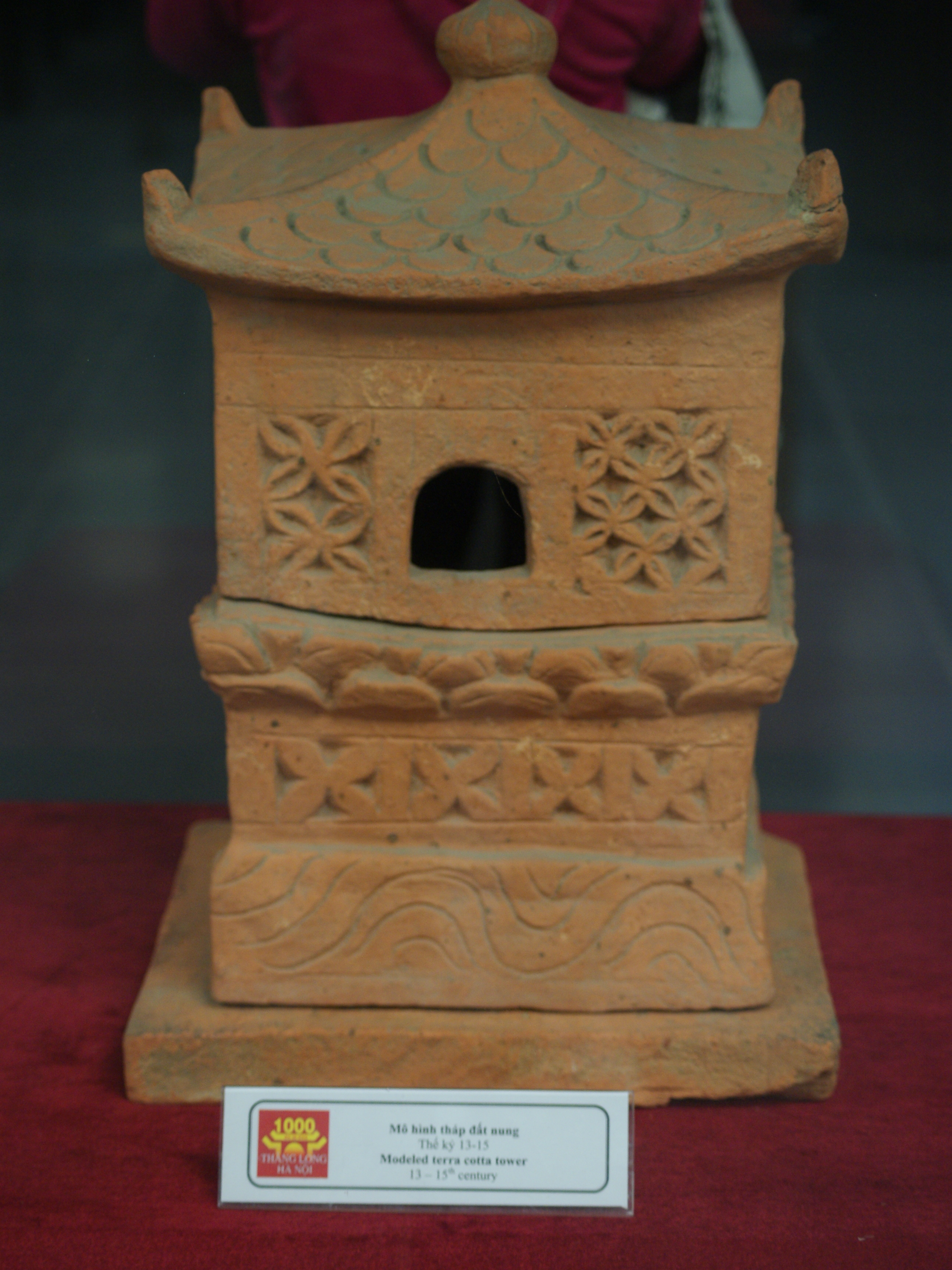
Tháp đất nung thời Trần

Tượng hổ ở lăng Trần Thủ Độ là tượng hổ sớm nhất của kỷ nguyên độc lập tự chủ của Việt Nam còn lại đến nay, được ước đoán tạc vào khoảng năm 1264. Tượng hổ đã được đưa về bày ở sân Viện Bảo tàng Lịch sử Việt Nam, ở thế nằm tự nhiên hơi nghiêng về bên trái, gắn liền thân với bệ thành một khối, đang nghỉ ngơi song đầu nghểnh cao quan sát. Tượng có kích cỡ dài 143 cm, cao 75 cm, rộng 64 cm. Tượng hổ trong tư thế nằm dễ chồm dậy, các chân được gấp lại đưa về đằng trước, đuôi dài quặt về cùng phía xuôi chiều. Thân mình hổ được thể hiện bằng những mảng khối căng phồng như thấy cả cơ bắp. Đây là tác phẩm điêu khắc tượng tròn điển hình của thời Trần với phong cách hiện thực và khỏe khoắn..
Chùa Đậu (Thành Đạo Tự) ở Thường Tín - Hà Tây còn 3 đôi thành bậc đá, trong đó đặc biệt có 1 đôi thành bậc đá chạm Rồng thời Trần còn tương đối nguyên vẹn ở trước cửa Tiền Đường. Thành bậc thời Trần còn nằm rải rác ở một số di tích khác, như chùa Thầy - Hà Tây...
Chùa Dâu (hay chùa Pháp Vân, chùa Ứng Tự) trăm gian và cầu Chín Nhịp tại xã Khương Tự (Bắc Ninh) cũng là công trình kỹ thuật đáng kể, tương truyền do Mạc Đĩnh Chi xây cất.

## Âm nhạc
Ngoài lối hát ả đào được hình thành từ đời trước, âm nhạc Đại Việt thời Trần chịu ảnh hưởng của Ấn Độ, Chiêm Thành và Trung Quốc. Một số nhạc công bị bắt từ Chiêm Thành trong các cuộc chiến trước đây đã truyền nghề ca hát cho dân Đại Việt, càng ngày càng phổ biến.
Trong cuộc chiến chống Nguyên Mông, nhà Trần bắt được nhạc sĩ Lý Nguyên Cát người Nam Tống vốn là trưởng ban kịch ca trong quân đội Nguyên Mông. Lý Nguyên Cát phỏng theo tiếng Việt mà soạn ra các vở tuồng và huấn luyện người Việt diễn tuồng.
Nhạc cụ gồm có trống cơm, tất lật, đàn tranh, đàn 3 dây và đàn 7 dây, tiêu, sáo…
Nhạc sĩ Phạm Duy cho rằng ảnh hưởng của âm nhạc Mông Cổ có thể nhận thấy trong điệu ngâm Sa mạc của miền Bắc Việt Nam. Điệu ngâm Sa mạc được phỏng đoán do Lý Nguyên Cát sáng tác để tỏ nỗi nhớ quê hương, vì ở Đại Việt vốn không có sa mạc.
Sang thời Trần Dụ Tông, có người phường trò là Đinh Bàng Đức ở nhà Nguyên sang nương nhờ vì chiến tranh. Đinh Bàng Đức dạy người Việt lối hát cầm gậy.
Nhảy múa thường xuyên được tổ chức trong cung đình và trong dân gian. Ngoài chèo, hát ả đào truyền thống khá phổ biến trong dân gian và giới quý tộc.
Các quý tộc nhà Trần yêu thích hát chèo và diễn hề. Thời Trần Dụ Tông, các quý tộc trong cung đình say mê nghệ thuật, nhiều vở hát chèo trong cung đình do chính những người trong hoàng tộc dàn dựng, biểu diễn và nhà vua tự mình duyệt lại, thưởng hậu cho người diễn và làm trò giỏi. Việc ca hát trong cung đình nhà Trần được sứ nhà Nguyên là Trần Cương Trung mô tả trong tác phẩm Sứ giao tập, theo đó mỗi lần yến tiệc trong cung thường có ca nhạc và nhảy múa, các khúc ca giống như khúc Giáng Châu Long, Nhập hoàng đô của phương Bắc, âm điệu cổ nhưng ngắn hơn.